# Кубок Федерации футбола СССР 1990
Кубок Федерации футбола СССР 1990 — 5-й розыгрыш кубка Федерации футбола СССР. Официальное название турнира — «Кубок футбольного союза СССР 1990». Проводился с 28 мая по 6 июля 1990 года. Победителем в первый раз стал одесский «Черноморец», обыгравший в финале днепропетровский «Днепр» со счётом 2:0. По окончании розыгрыша кубок был вручён одесской команде, и передан ей на вечное хранение. Отныне кубок Федерации футбола СССР можно увидеть в музее футбола, который находится на стадионе «Черноморец» в г. Одессе.

## Участники
В турнире принимали участие 9 клубов высшей лиги чемпионата СССР 1990 года:
- «Арарат» (Ереван)
- «Динамо» (Минск)
- «Днепр» (Днепропетровск)
- «Металлист» (Харьков)
- «Памир» (Душанбе)
- «Ротор» (Волгоград)
- ЦСКА (Москва)
- «Черноморец» (Одесса)
- «Шахтёр» (Донецк)

## Групповой этап
Команды-участницы были разбиты на две группы. Группу «А» составили «Арарат» (Ереван), «Днепр» (Днепропетровск), «Металлист» (Харьков), «Черноморец» (Одесса), «Шахтёр» (Донецк). Группу «Б» составили «Динамо» (Минск), «Памир» (Душанбе), «Ротор» (Волгоград), ЦСКА (Москва). Матчи проводились по круговой системе (один круг). Каждая команда встречалась с соперниками по своей группе один раз. В полуфиналы турнира выходили команды занявшие первые два места в своих группах.

### Группа «А»

#### Матчи
| Дата       | Команда 1                | Счёт | Команда 2                |
| ---------- | ------------------------ | ---- | ------------------------ |
| 28.05.1990 | «Металлист» (Харьков)    | 1:1  | «Днепр» (Днепропетровск) |
| 28.05.1990 | «Арарат» (Ереван)        | 2:0  | «Шахтёр» (Донецк)        |
| 01.06.1990 | «Черноморец» (Одесса)    | 1:1  | «Днепр» (Днепропетровск) |
| 01.06.1990 | «Арарат» (Ереван)        | 4:0  | «Металлист» (Харьков)    |
| 05.06.1990 | «Шахтёр» (Донецк)        | 6:2  | «Металлист» (Харьков)    |
| 06.06.1990 | «Черноморец» (Одесса)    | 3:2  | «Арарат» (Ереван)        |
| 10.06.1990 | «Днепр» (Днепропетровск) | 8:3  | «Арарат» (Ереван)        |
| 12.06.1990 | «Шахтёр» (Донецк)        | 1:2  | «Черноморец» (Одесса)    |
| 16.06.1990 | «Металлист» (Харьков)    | 1:0  | «Черноморец» (Одесса)    |
| 16.06.1990 | «Днепр» (Днепропетровск) | 1:0  | «Шахтёр» (Донецк)        |

#### Турнирная таблица
| 1 | «Днепр» (Днепропетровск) | ~   | 1:1 | 8:3 | 1:1 | 1:0 | 4 | 2 | 2 | 0 | 11-5  | +6 | 6 |
| 2 | «Черноморец» (Одесса)    | 1:1 | ~   | 3:2 | 0:1 | 2:1 | 4 | 2 | 1 | 1 | 6-5   | +1 | 5 |
| 3 | «Арарат» (Ереван)        | 3:8 | 2:3 | ~   | 4:0 | 2:0 | 4 | 2 | 0 | 2 | 11-11 | 0  | 4 |
| 4 | «Металлист» (Харьков)    | 1:1 | 1:0 | 0:4 | ~   | 2:6 | 4 | 1 | 1 | 2 | 4-11  | -7 | 3 |
| 5 | «Шахтёр» (Донецк)        | 0:1 | 1:2 | 0:2 | 6:2 | ~   | 4 | 1 | 0 | 3 | 7-7   | 0  | 2 |

### Группа «Б»

#### Матчи
| Дата       | Команда 1           | Счёт | Команда 2           |
| ---------- | ------------------- | ---- | ------------------- |
| 28.05.1990 | «Динамо» (Минск)    | 2:0  | «Памир» (Душанбе)   |
| 01.06.1990 | ЦСКА (Москва)       | 1:1  | «Памир» (Душанбе)   |
| 06.06.1990 | «Ротор» (Волгоград) | 3:1  | «Динамо» (Минск)    |
| 10.06.1990 | ЦСКА (Москва)       | 0:2  | «Динамо» (Минск)    |
| 12.06.1990 | «Памир» (Душанбе)   | 4:1  | «Ротор» (Волгоград) |
| 16.06.1990 | «Ротор» (Волгоград) | 4:0  | ЦСКА (Москва)       |

#### Турнирная таблица
| 1 | «Ротор» (Волгоград) | ~   | 3:1 | 1:4 | 4:0 | 3 | 2 | 0 | 1 | 8-5 | +3 | 4 |
| 2 | «Динамо» (Минск)    | 1:3 | ~   | 2:0 | 2:0 | 3 | 2 | 0 | 1 | 5-3 | +2 | 4 |
| 3 | «Памир» (Душанбе)   | 4:1 | 0:2 | ~   | 1:1 | 3 | 1 | 1 | 1 | 5-4 | +1 | 3 |
| 4 | ЦСКА (Москва)       | 0:4 | 0:2 | 1:1 | ~   | 3 | 0 | 1 | 2 | 1-7 | -6 | 1 |

### 1/2 финала
Полуфиналы состояли из одного матча. Матчи прошли 28 июня 1990 года.
| Команда 1                | Счёт | Команда 2             |
| ------------------------ | ---- | --------------------- |
| «Ротор» (Волгоград)      | 0:1  | «Черноморец» (Одесса) |
| «Днепр» (Днепропетровск) | 1:0  | «Динамо» (Минск)      |

### Финал
Финальный матч состоялся 6 июля 1990 года в г. Одессе на центральном стадионе ЧМП.
| 6 июля 1990 года | \| «Черноморец» (Одесса) \| 2:0 протокол \| «Днепр» (Днепропетровск) \| \| Спицын 47′ (пен.) · Гецко 55′ · Ищак \| Голы \| · Кудрицкий , Яровенко , Беженар , Сидельников \| | Центральный стадион ЧМП СССР, Одесса Зрителей: 3 100 Судьи: Мирослав Ступар Степан Сельменский, Валерий Стоян |
| · Черноморец: Гришко 87' (Крапивкин 87'), Кузнецов, Шелепницкий 46' (Кулиш 46'), Ищак , Пучков, Спицын 85' (Гусев 85'), Цымбаларь 85' (Третьяк 85'), Гецко 75' (Ю. Никифоров 75'), Имреков, Кондратьев, Савельев · Главный тренер: Виктор Прокопенко · Днепр: Городов, Юдин 65' (Москвин 65'), Геращенко, Сидельников, Тищенко, Кудрицкий, Багмут, Яровенко, Сон 75' (Гудименко 75'), Жидков 46' (Сасько 46'), Беженар 68' (Соловьёв 68') · Главный тренер: Евгений Кучеревский | | |
| «Черноморец» (Одесса) | 2:0 протокол | «Днепр» (Днепропетровск)                                                                                      |
| Спицын 47′ (пен.) · Гецко 55′ · Ищак | Голы | · Кудрицкий , Яровенко , Беженар , Сидельников                                                                |

| Обладатель Кубка Футбольного союза СССР 1990 |
| «Черноморец» (Одесса) Первый титул           |
| -------------------------------------------- |

## Бомбардиры
|   | Игрок             | Клуб                     | Игры | Минуты | Голы (пен.) |
| - | ----------------- | ------------------------ | ---- | ------ | ----------- |
| 1 | Алексей Кобозев   | «Шахтёр» (Донецк)        | 2    | 141'   | 3           |
| 2 | Николай Кудрицкий | «Днепр» (Днепропетровск) | 3    | 225'   | 3           |
| 3 | Михаил Мархель    | «Динамо» (Минск)         | 4    | 272'   | 3           |
| 4 | Валентин Москвин  | «Днепр» (Днепропетровск) | 6    | 355'   | 3           |
| 5 | Иван Гецко        | «Черноморец» (Одесса)    | 5    | 356'   | 3           |

## Сводная таблица
| Этап       | Команда                  | И | В | Н | П | М     | РМ | О | %    |
| ---------- | ------------------------ | - | - | - | - | ----- | -- | - | ---- |
| победитель | «Черноморец» (Одесса)    | 6 | 4 | 1 | 1 | 9-5   | +4 | 9 | 75,0 |
| финалист   | «Днепр» (Днепропетровск) | 6 | 3 | 2 | 1 | 12-7  | +5 | 8 | 66,7 |
| 1/2 финала | «Ротор» (Волгоград)      | 4 | 2 | 0 | 2 | 8-6   | +2 | 4 | 50,0 |
| 1/2 финала | «Динамо» (Минск)         | 4 | 2 | 0 | 2 | 5-4   | +1 | 4 | 50,0 |
| группа     | «Памир» (Душанбе)        | 3 | 1 | 1 | 1 | 5-4   | +1 | 3 | 50,0 |
| группа     | «Арарат» (Ереван)        | 4 | 2 | 0 | 2 | 11-11 | 0  | 4 | 50,0 |
| группа     | «Металлист» (Харьков)    | 4 | 1 | 1 | 2 | 4-11  | -7 | 3 | 37,5 |
| группа     | «Шахтёр» (Донецк)        | 4 | 1 | 0 | 3 | 7-7   | 0  | 2 | 25,0 |
| группа     | ЦСКА (Москва)            | 3 | 0 | 1 | 2 | 1-7   | -6 | 1 | 16,7 |